# Pantanodon
Pantanodon là một chi cá thuộc họ Cá khổng tước. Những loài trong chi này được tìm thấy trong các hệ thống sông ngòi ở Đông Phi và Madagascar.

## Loài
Có 2 loài được ghi nhận trong chi này:
- Pantanodon madagascariensis (Arnoult, 1963)
- Pantanodon stuhlmanni (Ahl, 1924)